# Hemicephalis
Hemicephalis is een geslacht van vlinders van de familie spinneruilen (Erebidae), uit de onderfamilie Calpinae.

## Soorten
- H. agenoria Druce, 1890
- H. alesa Druce, 1890
- H. characteria Stoll, 1790
- H. grandirena Schaus, 1915
- H. laronia Druce, 1890
- H. paulina Druce, 1889
- H. proserpina Druce, 1906
- H. rufipes Felder, 1874